# Ganton (Yorkshire du Nord)
Ganton est un village et une paroisse civile du Yorkshire du Nord, en Angleterre.